# هاکوب آقاباب
هاکوب بجانی آقاباب (آقابابایان) (ارمنی: Հակոբ Բեժանի Աղաբաբ (Աղաբաբյան)؛ زادهٔ ۱۴ نوامبر ۱۸۷۵ - درگذشته ۱۹۲۶) نویسنده و آموزگار اهل ارمنستان بود. 

## زندگی‌نامه
وی  در ۱۴ نوامبر ۱۸۷۵ در [[[قازاخ (شهر)|قازاخ]]  به دنیا آمد و از مدرسه نرسیسیان تفلیس فارغ‌التحصیل گشت. همچنین برندهٔ جوایزی همچون [[]] شده‌است. وی در ۲۸ نوامبر ۱۹۲۶ در سن ۵۱ سالگی در تفلیس درگذشت. و در پانتئون ارمنیان تفلیس به خاک سپرده شد.